# David Sweet
Pour les articles homonymes, voir Sweet.
David S. Sweet (né le 24 juin 1957 à Kingston, Ontario) est un homme politique canadien et ancien PDG de Promise Keepers (Canada).

## Biographie
Il est actuellement député à la Chambre des communes du Canada, représentant la circonscription ontarienne de Flamborough—Glanbrook sous la bannière du Parti conservateur du Canada. Il avait auparavant représenté la circonscription d'Ancaster—Dundas—Flamborough—Westdale.
Les activités de Sweet en tant qu'activiste chrétien au sein de Promise Keepers ont été la source de controverses. Certains l'ont accusé d'avoir porté des changements à son site web au cours de l'élection de 2006 afin de minimiser ses liens avec la droite religieuse. Toutefois, plusieurs commentateurs se sont portés à sa défense, affirmant que les buts visés par Promise Keepers sont admirables peu importe la religion.
Le 22 juin 2006, Sweet obtient l'appui unanime de la Chambre des communes pour une motion accordant la citoyenneté canadienne honoraire au dalaï-lama. Ce n'est que la troisième fois où la citoyenneté canadienne a été accordée sur une base honoraire par la Chambre des communes (les deux premiers sont Raoul Wallenberg et Nelson Mandela).
Vers la fin décembre 2020, sa décision de se rendre au Mexique pour des vacances hors du pays est questionnée par les médias, puisqu'il a préféré ne pas respecter les recommandations sanitaires des gouvernements du Canada et de l'Ontario. Dans la foulée, il a remis sa démission comme président du comité parlementaire de l'éthique.